# UCI Women's Continental Team
Quella degli UCI Women's Continental Team è una categoria di squadre femminili di ciclismo su strada registrate presso l'Unione Ciclistica Internazionale; rappresenta gerarchicamente, dal 2020, la seconda divisione del ciclismo mondiale femminile, dopo quella degli UCI Women's WorldTeam.
Le squadre appartenenti alla categoria possono partecipare, su invito, alle competizioni di classe 1.WWT, 2.WWT (gare del calendario UCI Women's World Tour), 1.Pro e 2.Pro (gare del calendario UCI Women's ProSeries), 1.1, 2.1, 1.2, 2.2 (restanti gare del calendario internazionale femminile UCI).

## Storia e regolamento
La categoria dei Women's Continental Team nasce nel 2020, sostituendo la precedente categoria degli UCI Women's Team (esistente dal 2005), nell'ambito del processo di professionalizzazione del ciclismo femminile che ha compreso anche l'istituzione della categoria degli UCI Women's WorldTeam.
Come già i Women's Team, ai sensi del regolamento internazionale ciascun UCI Women's Continental Team dev'essere registrato presso la Federazione ciclistica nazionale cui appartiene la maggior parte delle cicliste tesserate per la squadra stessa. Ciascun team è composto dalle cicliste tesserate, dal rappresentante del team, dagli sponsor e dalle altre figure (manager, direttori sportivi, allenatori) messe sotto contratto per garantire su base permanente e annuale, dal 1º gennaio al 31 dicembre dell'anno di registrazione, il funzionamento del team. Le cicliste sotto contratto devono essere in numero compreso tra 8 e 16; possono essere professioniste o meno, ma devono appartenere necessariamente alla categoria femminile Elite e/o Under-23 (non sono ammesse cicliste Juniores). Ogni squadra può comunque avere in rosa al più ulteriori quattro atlete specializzate in ciclocross, cross country o specialità endurance del ciclismo su pista, purché nella top 150 mondiale della propria specialità.
Per queste peculiarità i Women's Continental Team sono del tutto comparabili ai Continental Team (terzo livello del ciclismo su strada maschile).

## Squadre 2022
| Cod. | Nome ufficiale                                | Continente | Paese         |
| ---- | --------------------------------------------- | ---------- | ------------- |
| AGI  | AG Insurance-NXTG Team                        | Europa     | Paesi Bassi   |
| ASC  | Andy Schleck-CP NVST-Immo Losch               | Europa     | Lussemburgo   |
| ARK  | Arkéa Pro Cycling Team                        | Europa     | Francia       |
| VAI  | Aromitalia Basso Bikes Vaiano                 | Europa     | Italia        |
| APW  | ATOM Deweloper Posciellux.pl Wrocław          | Europa     | Polonia       |
| AWO  | AWOL O'Shea                                   | Europa     | Gran Bretagna |
| BPK  | BePink                                        | Europa     | Italia        |
| BCV  | Bingoal Casino-Chevalmeire-Van Eyck Sport     | Europa     | Belgio        |
| BDU  | Bizkaia-Durango                               | Europa     | Spagna        |
| BTW  | Born to Win G20 Ambedo                        | Europa     | Italia        |
| BTC  | BTC City Ljubljana Scott                      | Europa     | Slovenia      |
| CAT  | CAMS-Basso                                    | Europa     | Gran Bretagna |
| CSG  | Canyon-SRAM Generation                        | Europa     | Germania      |
| WNT  | Ceratizit-WNT Pro Cycling Team                | Europa     | Germania      |
| GPC  | China Liv Pro Cycling                         | Asia       | Cina          |
| COF  | Cofidis Women Team                            | Europa     | Francia       |
| CTF  | Colombia Tierra de Atletas GW Shimano         | America    | Colombia      |
| DNA  | DNA Pro Cycling Team                          | America    | Stati Uniti   |
| ETB  | Emotional.fr Tornatech GSC Blagnac            | America    | Canada        |
| EIC  | Eneicat-RBH Global                            | Europa     | Spagna        |
| GKT  | GT Krush Tunap Pro Cycling                    | Europa     | Paesi Bassi   |
| IBC  | IBCT                                          | Europa     | Irlanda       |
| ILP  | InstaFund Racing                              | America    | Canada        |
| SBT  | Isolmant-Premac-Vittoria                      | Europa     | Italia        |
| LKF  | Laboral Kutxa-Fundación Euskadi               | Europa     | Spagna        |
| LEW  | Le Col Wahoo                                  | Europa     | Gran Bretagna |
| LNL  | Li Ning Star Ladies                           | Asia       | Cina          |
| LSL  | Lotto-Soudal Ladies                           | Europa     | Belgio        |
| MAT  | Massi Tactic Women's Team                     | Europa     | Spagna        |
| MCC  | Minsk Cycling Club                            | Europa     | Bielorussia   |
| MUL  | Multum Accountants Ladies Cycling Team        | Europa     | Belgio        |
| PHV  | Parkhotel Valkenburg                          | Europa     | Paesi Bassi   |
| PLP  | Plantur-Pura                                  | Europa     | Belgio        |
| RMC  | Rio Miera-Cantabria Deporte                   | Europa     | Spagna        |
| RXS  | Roxsolt Liv SRAM                              | Oceania    | Australia     |
| SER  | Servetto-Makhymo-Beltrami TSA                 | Europa     | Italia        |
| STC  | Soltec Team                                   | Europa     | Spagna        |
| SWT  | Sopela Women's Team                           | Europa     | Spagna        |
| AUB  | St Michel-Auber 93                            | Europa     | Francia       |
| SRC  | Stade Rochelais Charente-Maritime             | Europa     | Francia       |
| TCW  | Tashkent City Women Professional Cycling Team | Asia       | Uzbekistan    |
| HPU  | Team Coop-Hitec Products                      | Europa     | Norvegia      |
| FAR  | Team Farto-BTC                                | Europa     | Spagna        |
| ILU  | Team Illuminate                               | America    | Stati Uniti   |
| MDS  | Team Mendelspeck                              | Europa     | Italia        |
| TWC  | Thailand Women's Cycling Team                 | Asia       | Thailandia    |
| TOP  | Top Girls Fassa Bortolo                       | Europa     | Italia        |
| TOR  | Torelli-Cayman Islands-Scimitar               | Europa     | Irlanda       |
| VAL  | Valcar-Travel & Service                       | Europa     | Italia        |
| WCC  | WCC Team                                      | -          | -             |